# Ammophila subassimilis
Ammophila subassimilis es una especie de avispa del género Ammophila, familia Sphecidae.

## Taxonomía
Fue descrito por primera vez en 1913 por Strand.